# Claude Hamelin
Claude Hamelin (Saint-Patrice-de-Sherrington, Quebec, Canadá, 10 de julio de 1951) es un obispo católico canadiense. Desde el 2019 es el obispo de la diócesis de Saint-Jean-Longueuil.

## Biografía
Claude Hamelin nació el 10 de julio de 1951 en Saint-Patrice-de-Sherrington, Quebec. Primero estudió en el Saint-Jean-Vianney College de Montreal, luego estudió teología en la Universidad de Montreal donde obtuvo, primero, una licenciatura en Teología y luego, en 1976, una maestría en teología. En 1982 se licenció en Teología Moral en la Academia Alfonsiana, institución pontificia de altos estudios ubicada en Roma adscrita a la Pontificia Universidad Lateranense.
El 3 de diciembre de 1977 fue ordenado sacerdote para la diócesis de Saint-Jean-Longueuil1. De 1975 a 1990 fue animador pastoral en las escuelas de Saint-Hubert, Boucherville y Saint-Lambert. Al mismo tiempo, de 1989 a 1990, fue sacerdote administrador de la parroquia de Saint-Mathieu de La Prairie. De 1990 a 2000 fue sacerdote moderador de la parroquia de Saint-Marc de Candiac. De 2000 a 2015, trabajó en la diócesis de Saint-Jean-Longueuil para diversas responsabilidades. En 2010 fue nombrado vicario general de la diócesis de Saint-Jean-Longueuil.
El 22 de diciembre del 2015 fue nombrado obispo auxiliar de la diócesis de Saint-Jean-Longueuil y obispo titular de la diócesis de Apolonia. El 18 de marzo de 2016 fue consagrado obispo en la catedral de Saint-Jean-l'Évangéliste de Saint-Jean-sur-Richelieu con el obispo Lionel Gendron como consagrador principal y los obispos Jacques Berthelet y Raymond Poisson como co-consagradores principales..
El 5 de noviembre del 2019. fue nombrado obispo de la diócesis de Saint-Jean-Longueuil por el Papa Francisco, donde inauguró su episcopado en la catedral de Saint-Jean-l'Évangéliste el 10 de enero de 2020, sucediendo así a Lionel Gendron.